# سفارة دولة فلسطين لدى زيمبابوي
سفارة دولة فلسطين لدى زيمبابوي هي الممثلية الدبلوماسية العُليا لدولة فلسطين لدى زيمبابوي. تقع السفارة في هراري.

## قائمة السفراء
- قائمة سفراء دولة فلسطين لدى زيمبابوي